# Остія Антика
Остія Антика (лат. Ostia Antica) — велика археологічна ділянка, недалеко від сучасного передмістя Остії, де колись розташовувалось місто-гавань Стародавнього Риму, за 25 км на південний захід від центру Риму. Слово Ostia (множина від ostium, «гирло») походить від os («рот»). У гирлі річки Тибр, Остія була морським портом Риму, але через замулення зараз ділянка розташована 3 км від моря. Ділянка є важливим відмінним збереженням старовинних будівель з прекрасними фресками і вражаючими мозаїками.

## Історія

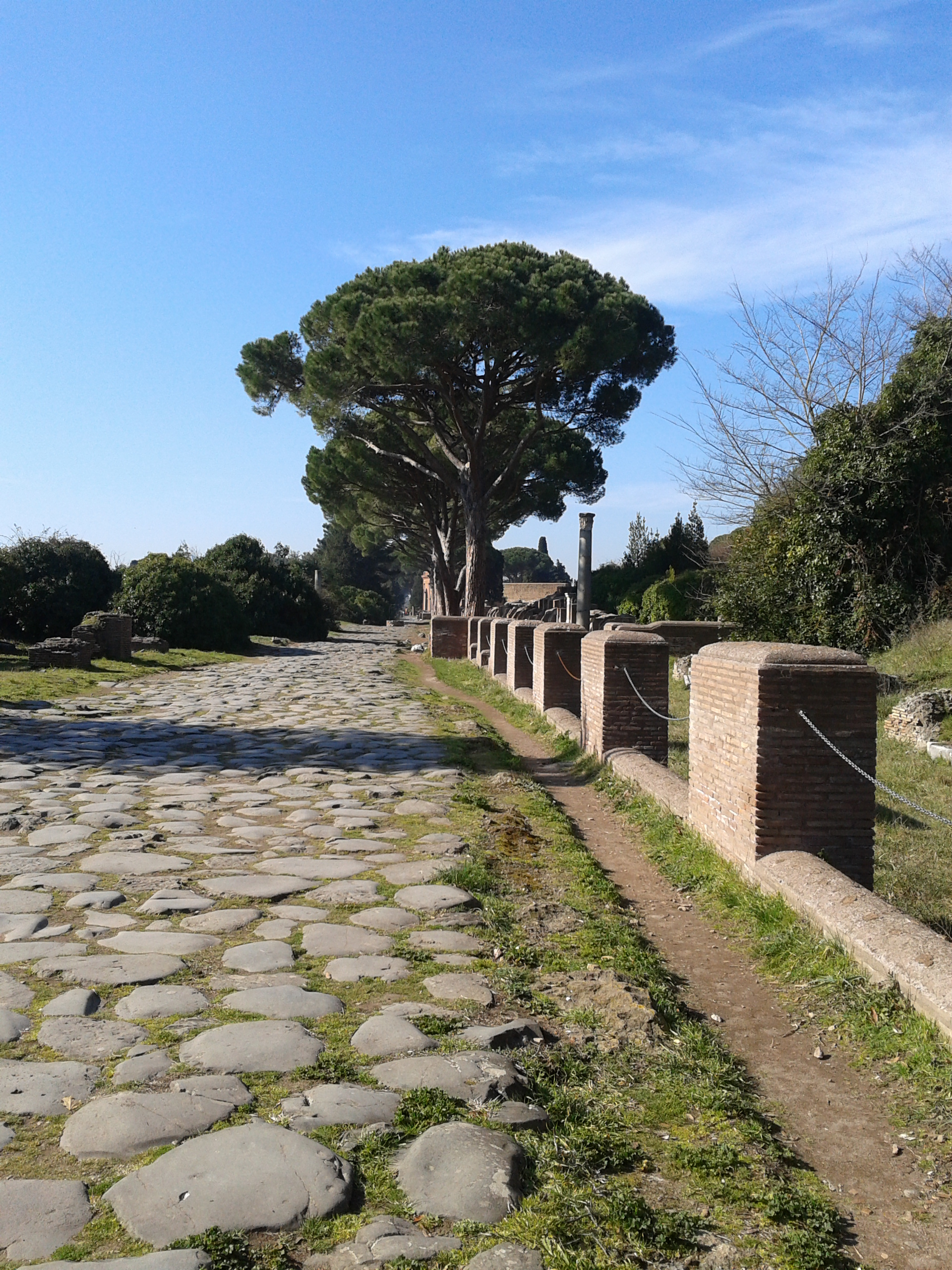
Старий вхід в місто

### Витоки
Остія, можливо, була першою римською колонією. За легендою Анк Марцій, напів-легендарний четвертий цар Риму, спочатку знищив Фікану, стародавнє місто, яке було розташоване всього за 17 км від Риму і мало невеликий порт на Тибрі, а потім розпочав створювати нову колонію за 10 км далі на захід і ближче до морського узбережжя. Один з написів, здається, підтверджує створення старого каструму Остія в VII столітті до н. е. Найдавніші археологічні залишки, виявлені на цей час, датуються лише IV століттям до н. е. Найстаріші споруди, які розкопані на цей час, походять з III століття до н. е., зокрема Каструм (військовий табір); трохи пізніша — Капітолій (храм Юпітера, Юнони й Мінерви). Opus quadratum стін первісного каструму в Остії дає важливу інформацію щодо методів будівництва, які використовувались в римській урбанізації в період середньої Республіки.

### Громадянські війни
Остія була ареною бойових дій у період громадянської війни між Гаєм Марієм і Суллою протягом I століття до н. е. 87 року до н. е. Марій напав на місто, щоб перекрити торговий потік до Риму. Сили на чолі з Цинною, Карбо та Серторієм перетнули Тибр у трьох місцях перед тим, як захопили місто і його розграбували. Після перемоги тут, Марій атакував і захопив Анцій, Аріцій і Ланувіум для подальшого знищення харчових запасів Риму.

### Розграбування піратами
У 68 році до н. е. місто було розграбоване піратами. Під час пограбування порт був підпалений, консульський військовий флот був знищений, а два впливових сенатори були викрадені. Цей напад викликав таку паніку в Римі, що Помпей Великий влаштував, щоб трибун Авл Габіній, піднявся на римському форумі і запропонував закон, lex Gabinia, який дозволяв Помпею зібрати армію і знищити піратів. Протягом року пірати були переможені.
Місто було заново відбудоване і забезпечене захисними стінами державним діячем і оратором Марком Тулієм Цицероном.

### Імперська Остія

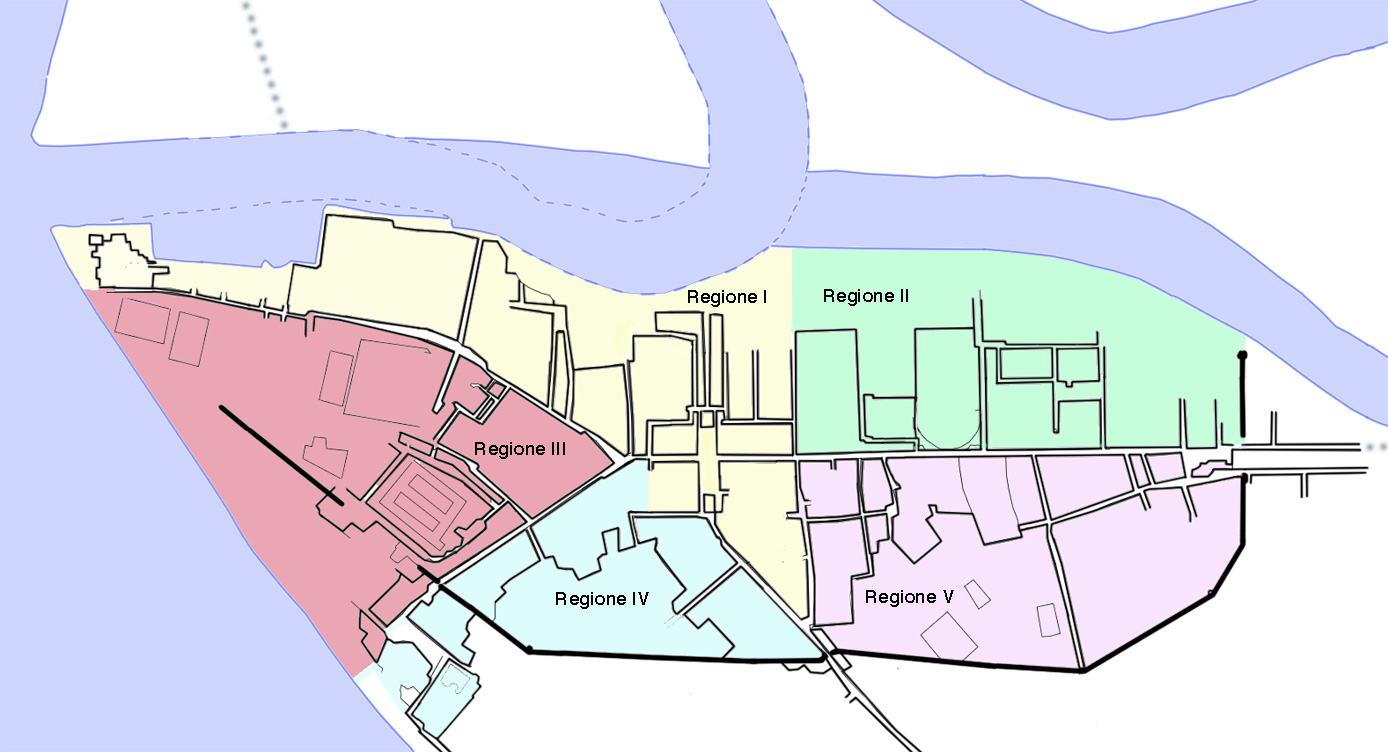
Карта відомої частини Остії Антики.

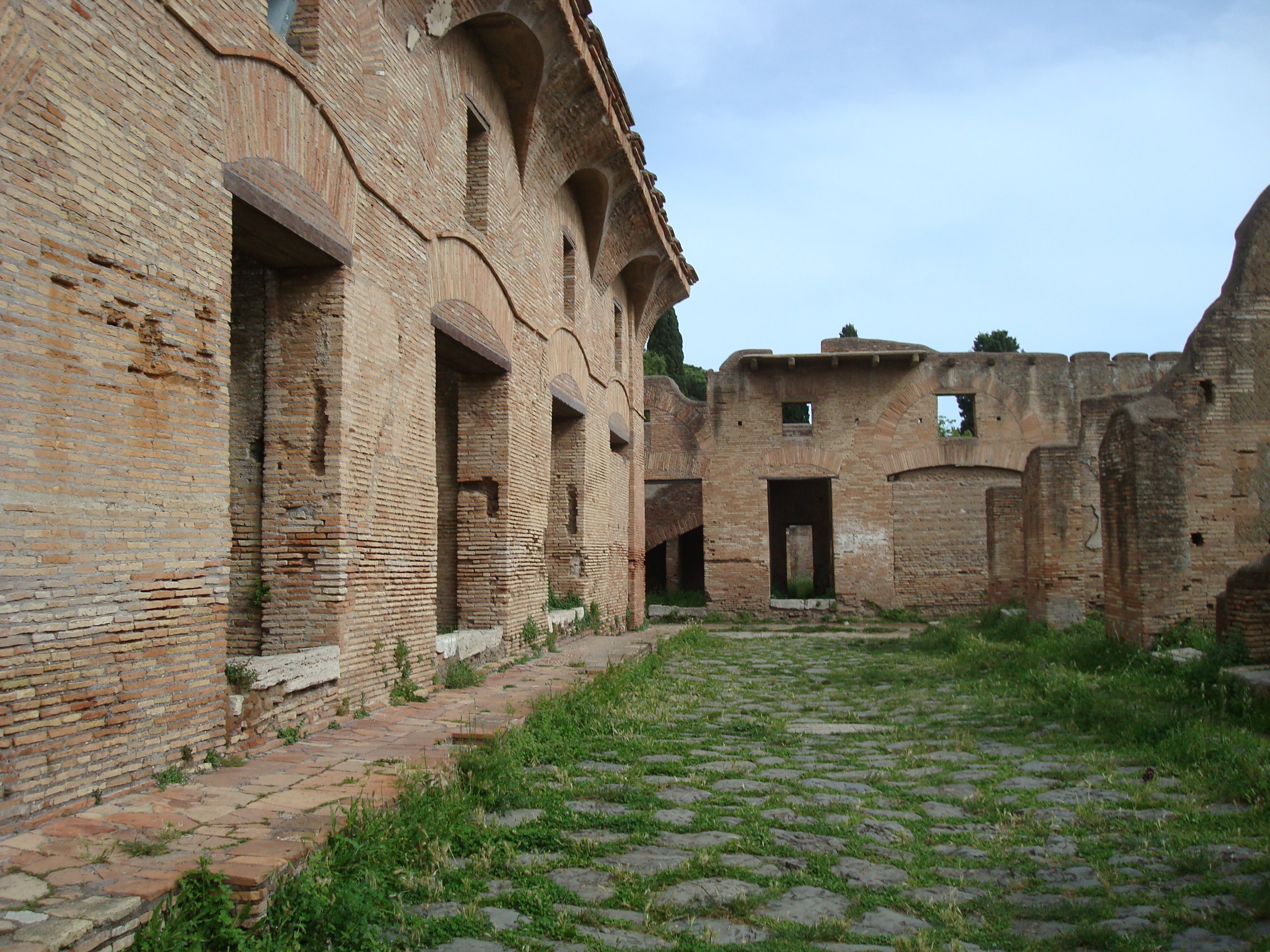
Інсули в Остії Антиці.

Під час правління диктатора Юлія Цезаря, одним з його поліпшень в місті було створення кращого контролю поставок зерна до Рима. Він запропонував кращий доступ до зерна за рахунок використання нової гавані в Остії разом з каналом від Террачини.

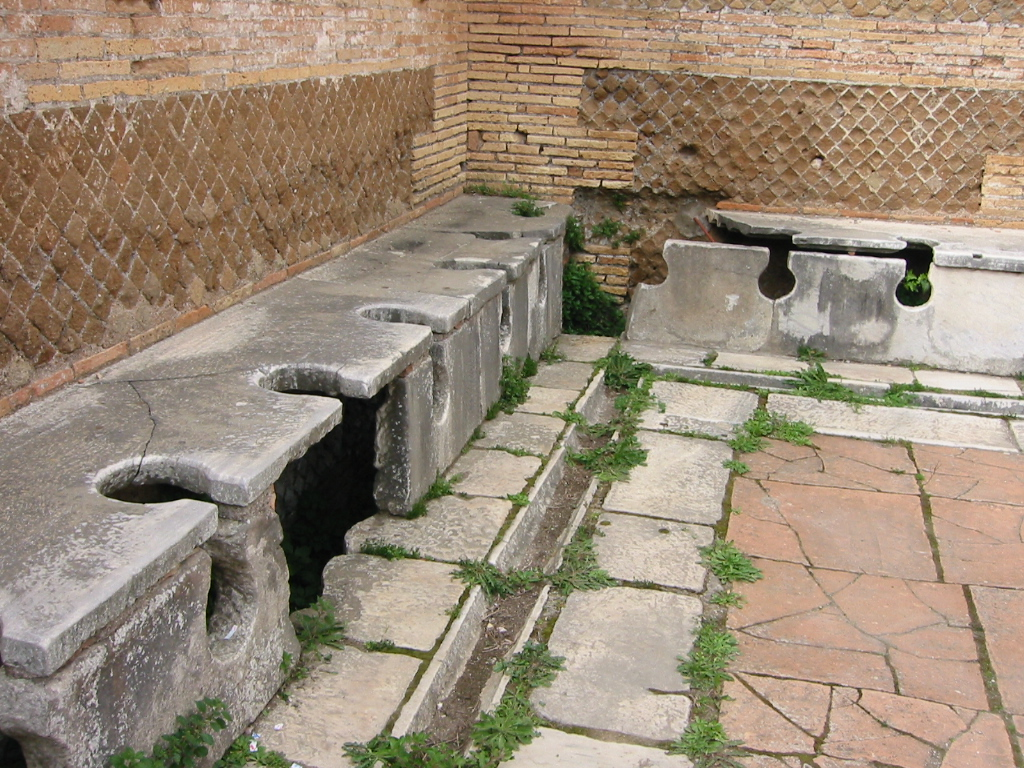
Громадські латріни (туалети).

Місто отримало подальший розвиток у перші століття нашої ери під впливом Тиберія, який наказав побудувати в місті перший форум. Місто також невдовзі збагатилось за рахунок будівництва нової гавані на північних гирлах Тібру (який досягає моря більшим гирлом у Остії, Fiumara Grande, і вужчим гирлом біля нинішнього міжнародного аеропорту Фьюмічіно). Нова гавань, яка називається Portus, що в перекладі з латинської означає «гавань», була викопана із землі за наказом імператора Клавдія. Ця гавань стала замулюватись і повинна була бути доповнена пізніше гаванню, побудованою Траяном, в 113 році нашої ери; вона має шестикутну форму. Крім того, на порівняно невеликій відстані, була також гавань Чивітавекк'я (Centum Cellae). Ці елементи забрали частину бізнесу від власне Остії і почали її комерційний спад. 2008 року британські археологи виявили залишки найширшого каналу з коли-небудь побудованих римлянами, 90 футів у ширину; вони вважають, що він пов'язував Портус з Остією через Ізола Сакра, що робило б транспортування великих партій товару набагато простішим, ніж наземним транспортом. 2014 року на північній стороні ріки навпроти міста були відкриті залишки і відома забудова міста простягнулась за межі периметра південної стіни (всередині стіни площа становить 69 гектарів).
Остія мала власні усі служби міста, які потребувало місто того часу, зокрема, знаменитий маяк. Популярність культу Мітри засвідчена виявленням вісімнадцяти мітреумів (храмів Мітри). Археологи також виявили публічні туалети (latrinae), організовані для колективного використання як ряд сидінь, які дозволяють нам сьогодні уявити, що їх функція мала ще й соціальний характер. Остія мала великий театр, багато громадських лазень, численні таверни і заїжджі двори і протипожежну службу. В Остії також виявлено найранішу відому синагогу в Європі; це наробило наукового галасу при відкритті при розкопках у 1960–1961 рр.

### Пізньоримська доба і час після розвалу Імперії

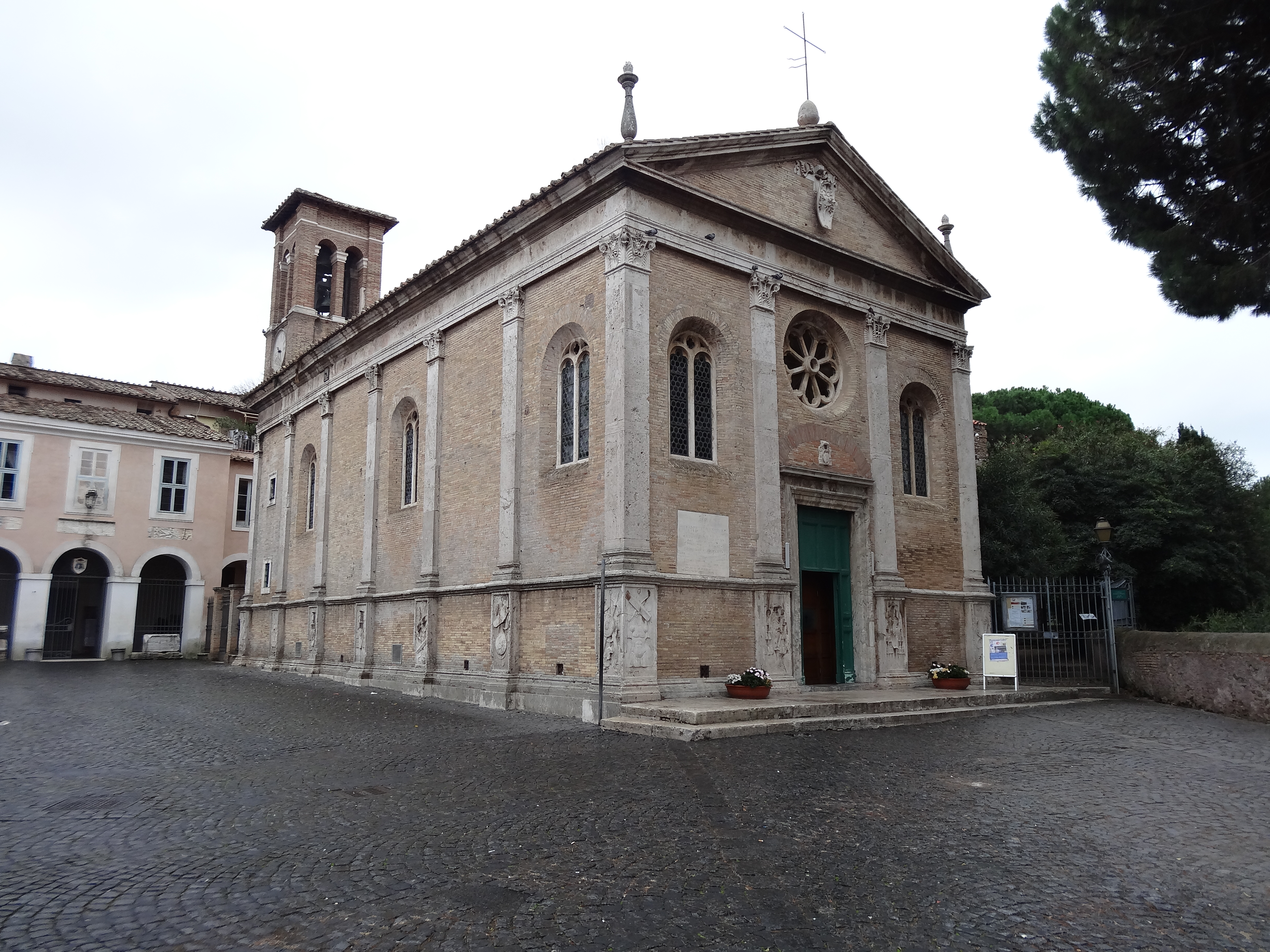
Церква Санта-Ауреа.

Остія збільшилася до 50 000 жителів у II столітті, досягнувши піку приблизно 100 000 мешканців у II–III ст. нашої ери.
З часом торгова діяльність перемістилася на Портус. Остія перестала бути активним портом і стала популярним місцем заміського відпочинку для багатих аристократів з Рима. Поет Клавдій Рутілій Намаціан відзначав відсутність обслуговування міського порту в 414 р.н. е.. Ця точка зору була поставлена під сумнів Бойном, який стверджує, що вірш Намаціана є літературним конструктом і не узгоджується з археологічними даними (поет журиться з втрати величі Рима після розгрому 410 року і сподівається на новий підйом великого міста). Деякі багатоквартирні будинки були знесені, і натомість побудовані будинки для багатіїв; ремонти терм (26 діяли протягом IV століття) і громадських будівель, будівництво храмів, реконструкція вулиць, житлова та ділова експансії за межі периметра південної стіни і величезна вілла IV століття, розташована на схід, і подальше функціонування річкового порту на західній околиці міста, склад на східній стороні, позаду якого розташований великий лазневий комплекс, що помилково називають палаццо Імперіал, є свідченнями активного життя міста.
Місто був згадане Аврелієм Августином, коли він проходив там наприкінці IV століття.
З кінцем Римської імперії, Остія повільно занепала і остаточно була покинута в IX столітті внаслідок неодноразових нападів та грабежів арабських піратів, у тому числі битви при Остії 849 року між християнами і сарацинами; жителі переселилися в Григоріополіс (укріплену папою Григорієм IV фортецю поруч).

### Розграбування та розкопки

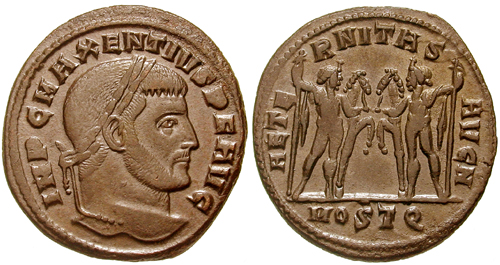
В Остії розміщувався монетний двір Пізньої Римської Імперії; ця монета Максенція була там викарбувана.

«Місцеве розграбування» здійснили архітектори доби бароко, які використовували залишки міста як свого роду склад мармуру для палаців, які вони будували в Римі. Незабаром після них, з'явились і зарубіжні дослідники в пошуках стародавніх статуй і предметів. Папство почало організовувати свої власні дослідження з часів папи Пія VII; за правління Беніто Муссоліні масові розкопки проводилися з 1939 по 1942 рік, в ході яких кілька залишків, особливо республіканського періоду, були виведені до світла. Перший том офіційної серії «Scavi di Ostia» з'явився 1954 року; він був присвячений топографії міста Італо Джисмонді і, після перерви, дослідження все ще триває. Хоча нерозкопані території, прилеглі до початкових розкопок, були залишені недоторканими в очікуванні точнішого датування типів римської кераміки, «Лазні плавця», названі за мозаїчним малюнком в apodyterium, були ретельно розкопані в періоди 1966–1970 і 1974–1975 років, частково як тренувальний майданчик для молодих археологів і частково для створення лабораторії добре зрозумілих знахідок як навчального посібника. Було підраховано, що дві третини стародавнього міста ще не розкопані. 2014 року геофізичні дослідження з допомогою магнітометрії, поряд з іншими методами, виявив існування прикордонної стіни на північній стороні Тібру, що оточує  нерозкопані райони міста, які містять три масивні склади.

## Сучасність
Розкопки в Остії відкриті для громадськості як туристична пам'ятка. Ряд знахідок із розкопок зберігається в музеї Остіенсе, де також є ресторан та інші об'єкти. Театр також іноді використовується для проведення культурних заходів.

## Згадки в ЗМІ
- Остія згадувалась в романах «Я, Клавдій» і «Клавдій Бог» британського письменника Роберта Грейвса. Романи включають в себе сцени, дія яких відбувається в Остії, що охоплюють період від правління Августа до правління Клавдія, у тому числі виїзд Агріппи до Сирії і відбудову порту Клавдієм. У телесеріалі 1976 року «Я, Клавдій» Остія часто згадується, але ніколи не показується.
- Остія згадувалась у творі «Війна всередині: Гладіатор» Натана Д. Макі. Після замаху на імператора Коммода герої Антоній і Февда втікають, притискаючись до баржі на річці Тибр, досягають Остії, і, сховавшись на триремі, прямують на північ, в Равенну.
- Остія коротко згадується у кінці розділу «Римська імперія» комедійного фільму 1981 року «Всесвітня історія, Частина I», де головні герої садяться на галеон (який має логотип El Al) і направляються в Юдею. Однак у фільмі, Остію називають лише просто «порт».
- Остія згадується кілька разів в історично-драматичному серіалі 2005 HBO/BBC «Рим».
- Остія згадується у фільмі 2000 року «Гладіатор», коли головний герой Максимус дізнається, що його армія розташувалася в Остії і очікує подальших вказівок.
- Одне з чудес, яке можна збудувати у моді «Зліт і падіння Римської імперії» для гри Сіда Меєра «Civilization III», називається «Portus Ostiae».
- Остія — це назва втраченого королівства у Magic World і розташування гладіаторських ігор в серії манги «Negima!».
- Остія — це назва найбільш важливого міста також вигаданого Лікійського Союзу у серії «Вогняна емблема».
- Остія згадується в кількох романах Ліндсей Девіс серії «Маркус Дідус Фалько».
- Остія показана у фільмі «Римські пригоди» 1962 року[26].

## Галерея

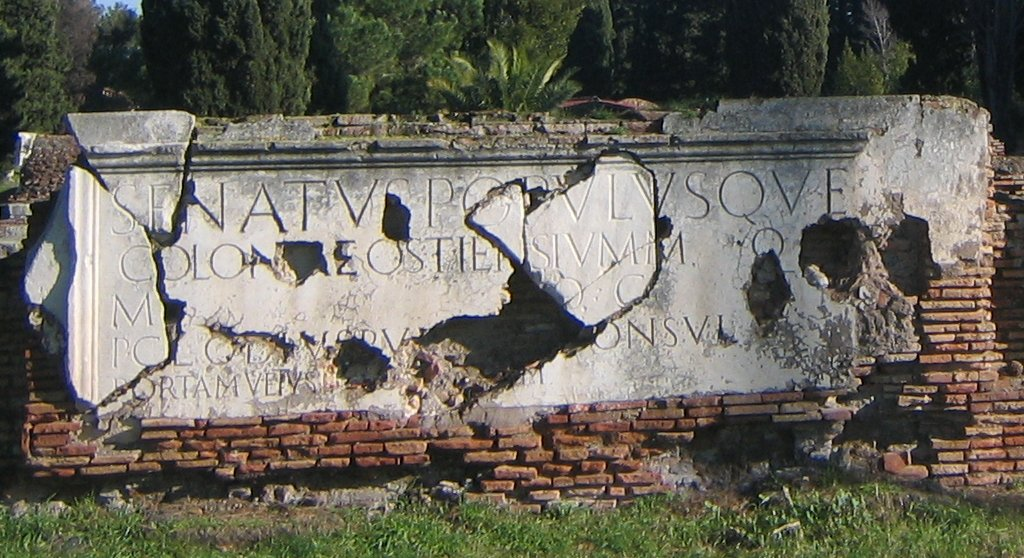
Напис, який колись був згори головної брами міста.
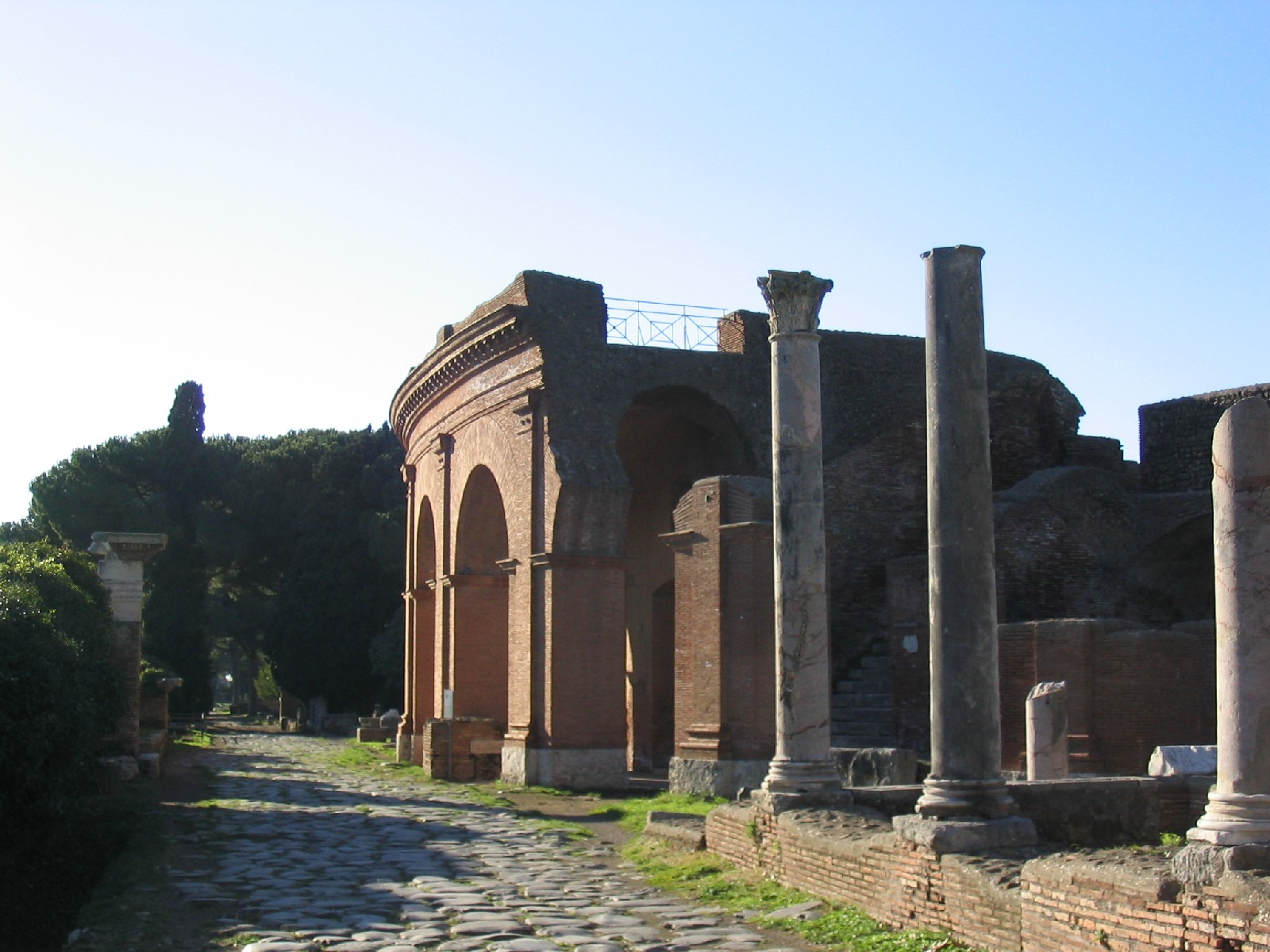
Вид на театр зі стародавньої головної дороги.
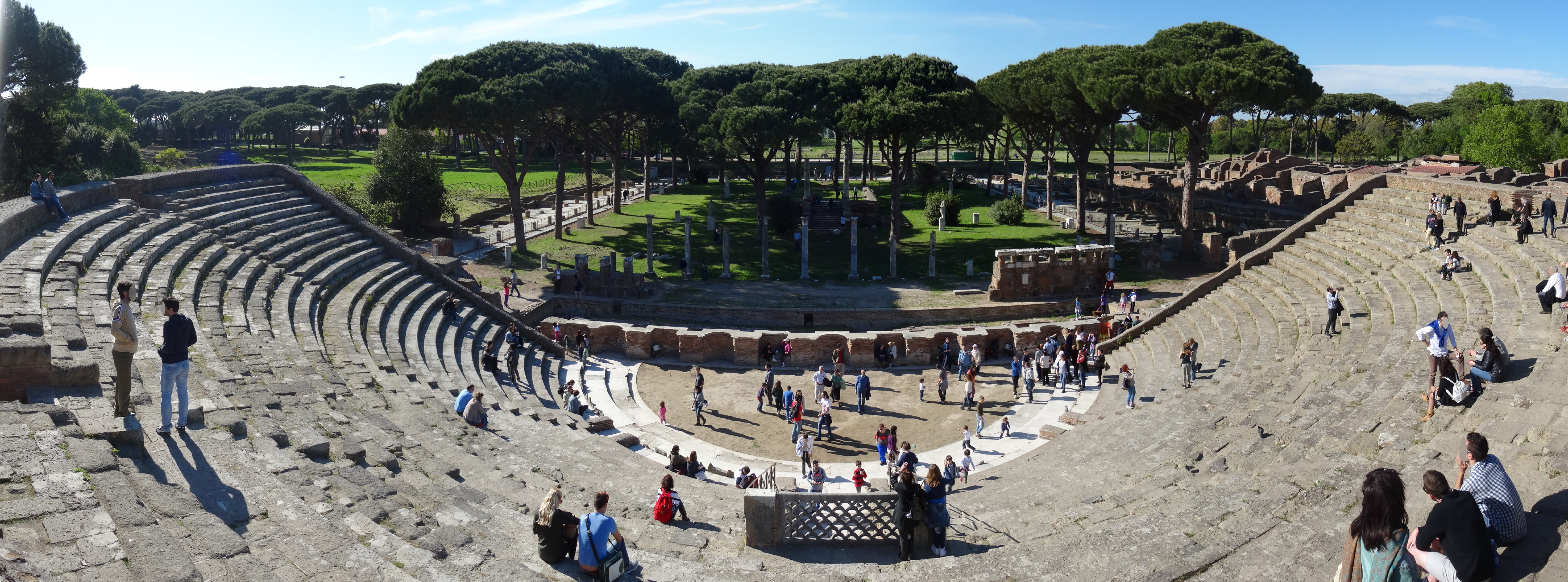
Всередині театру.
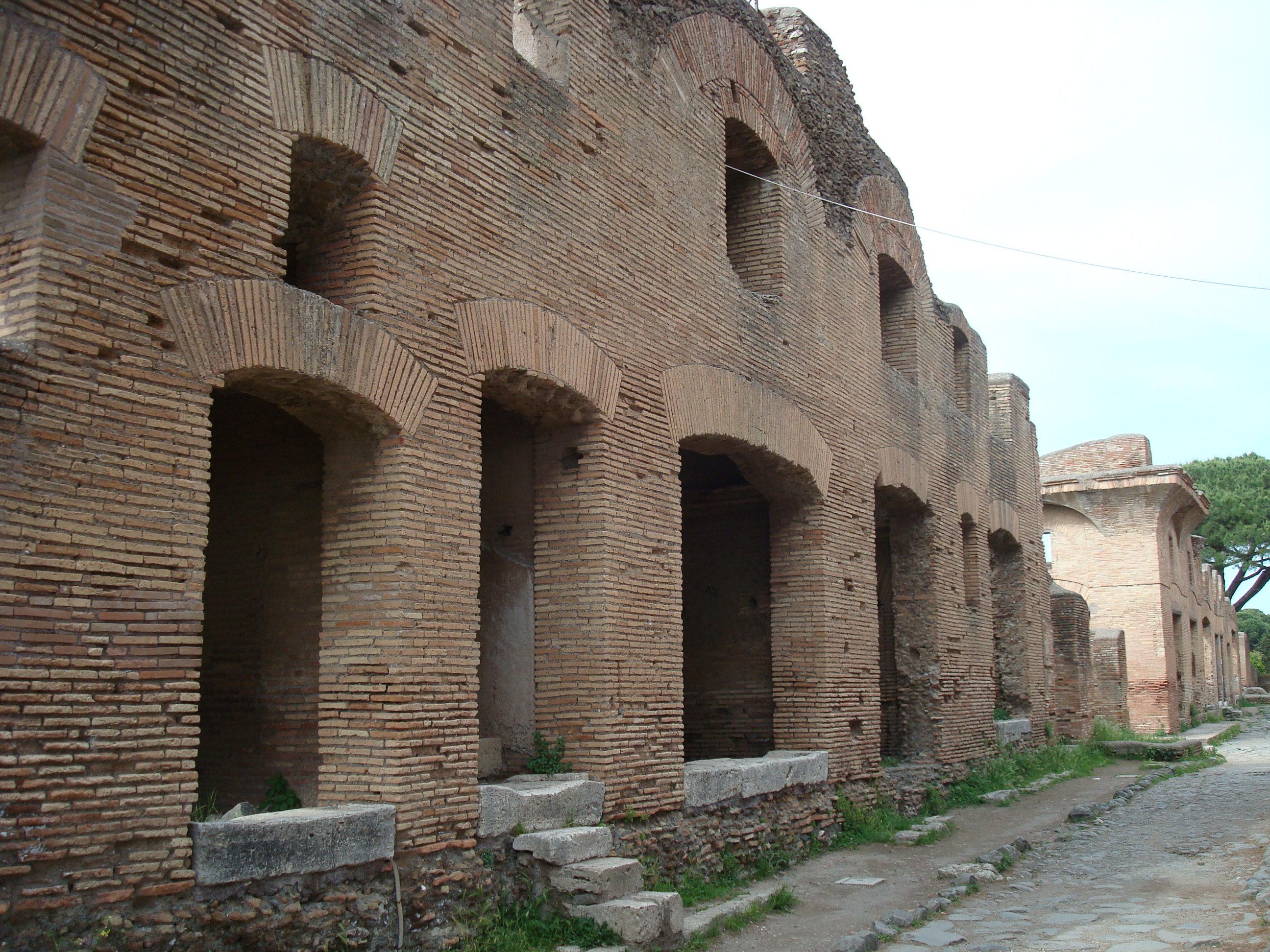
Залишки квартирного будинку початку II ст. н.е. поблизу центра міста
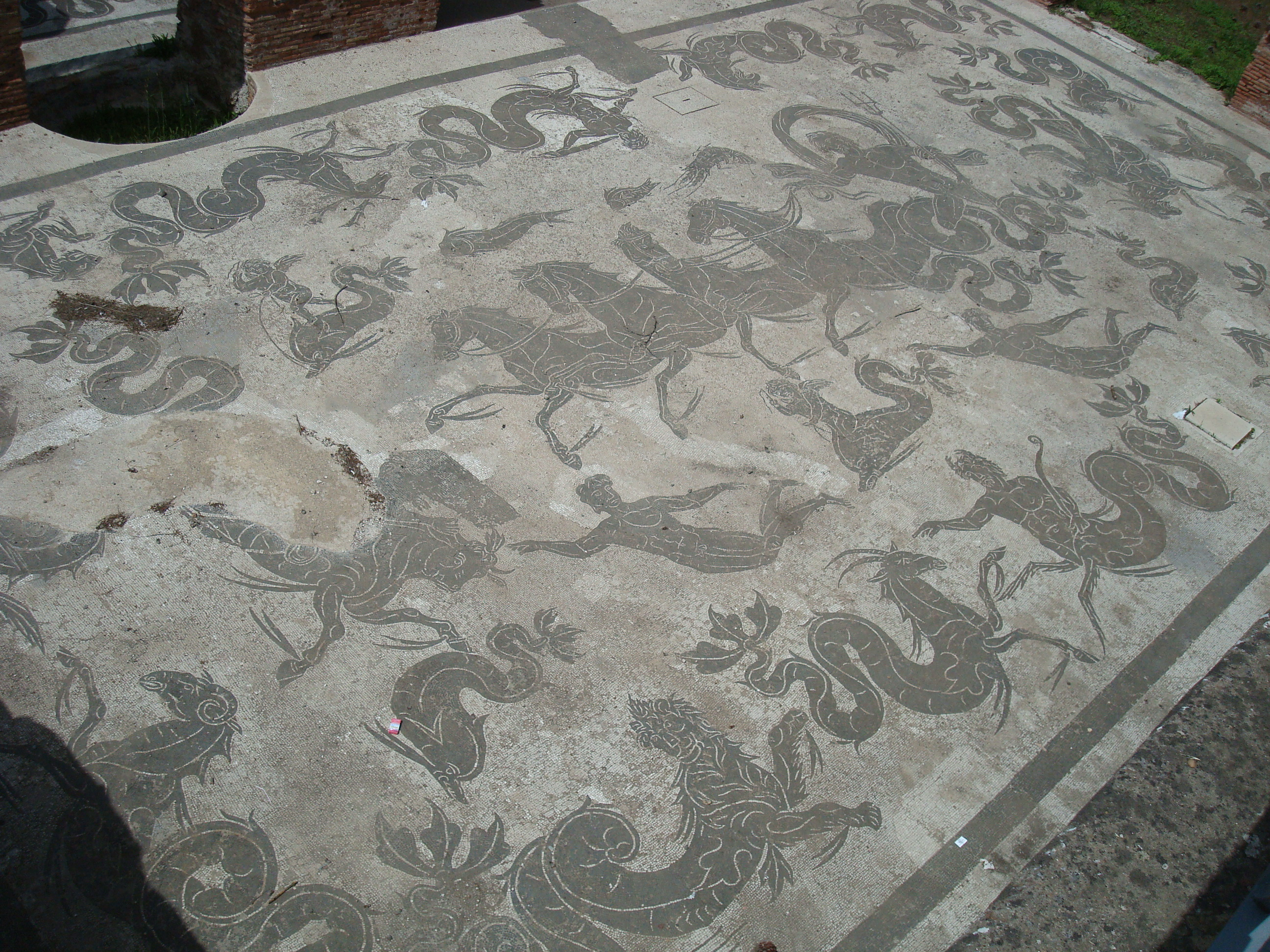
Мозаїчна підлога у термах II ст.н.е.
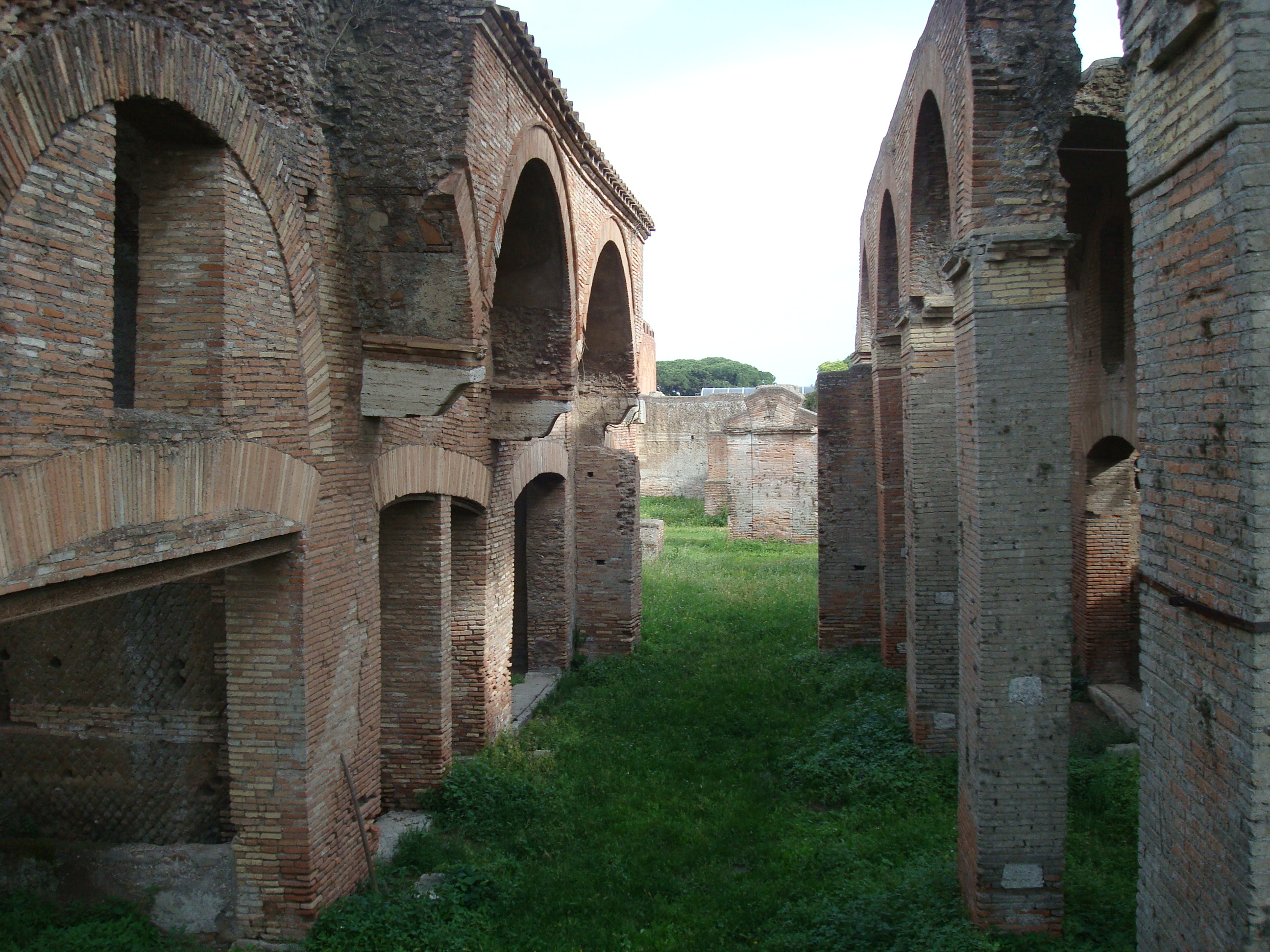
Склади вздовж старих берегів Тибру
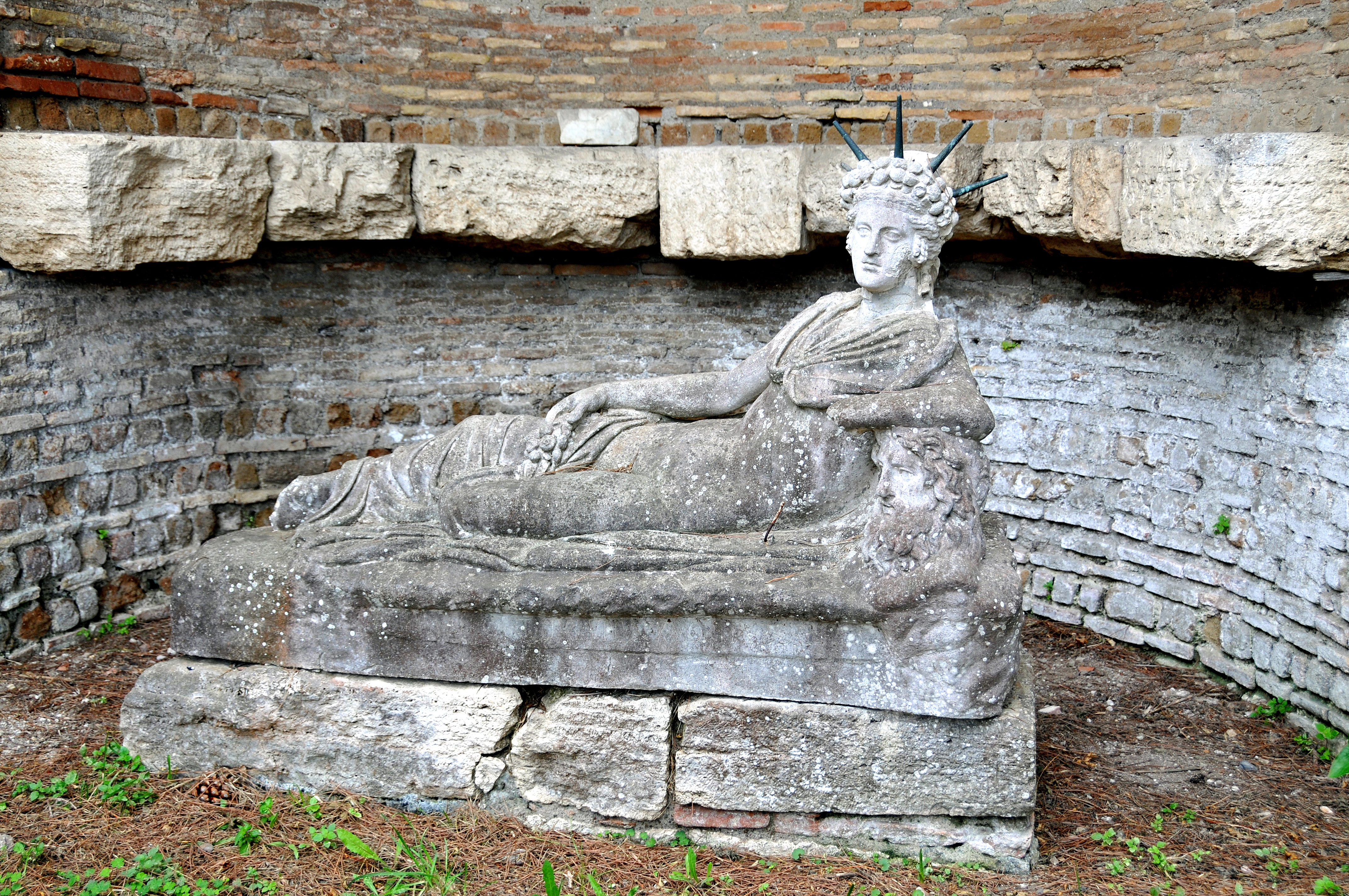
Статуя Аттіса у його святилищі
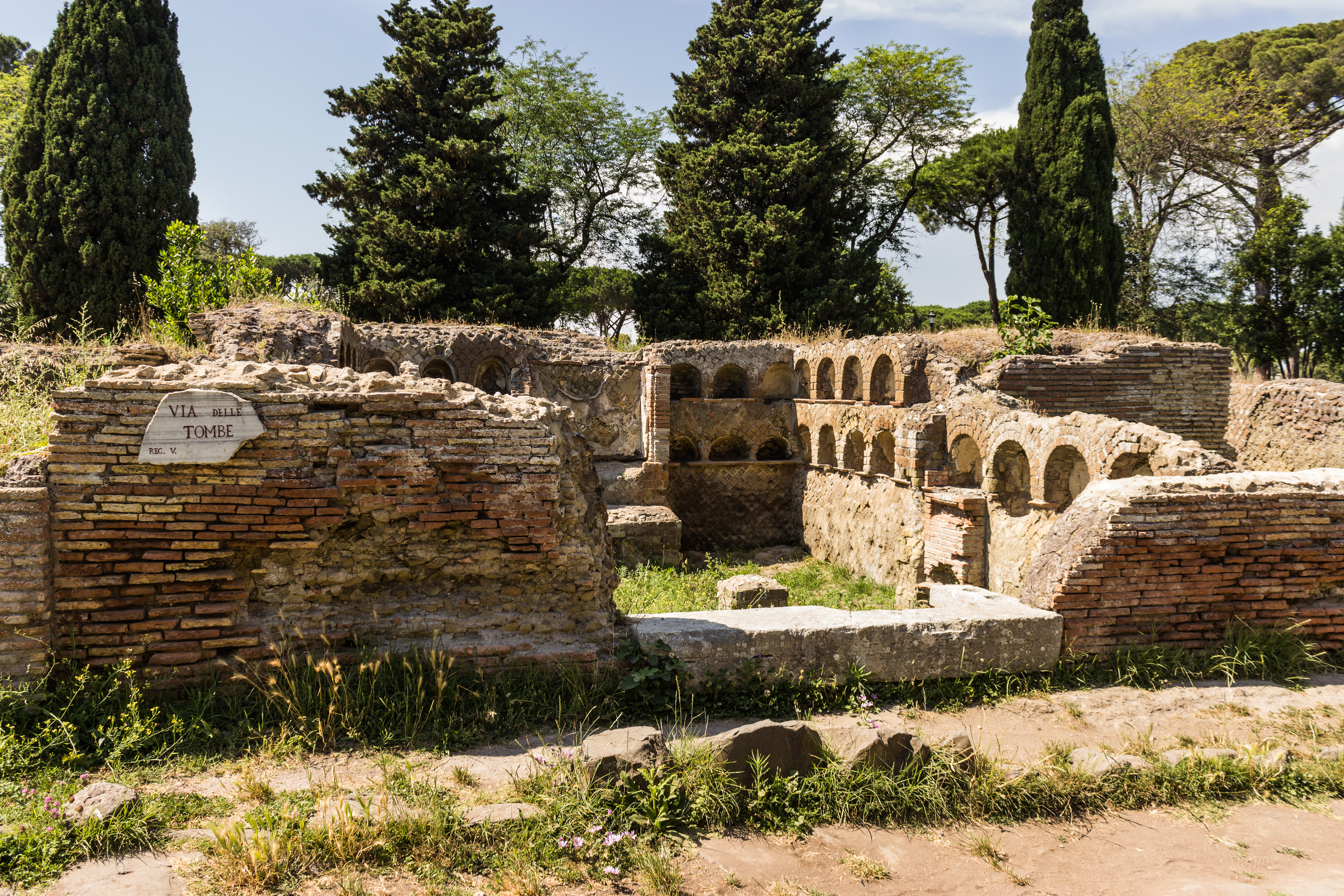
Віа делле Томбе
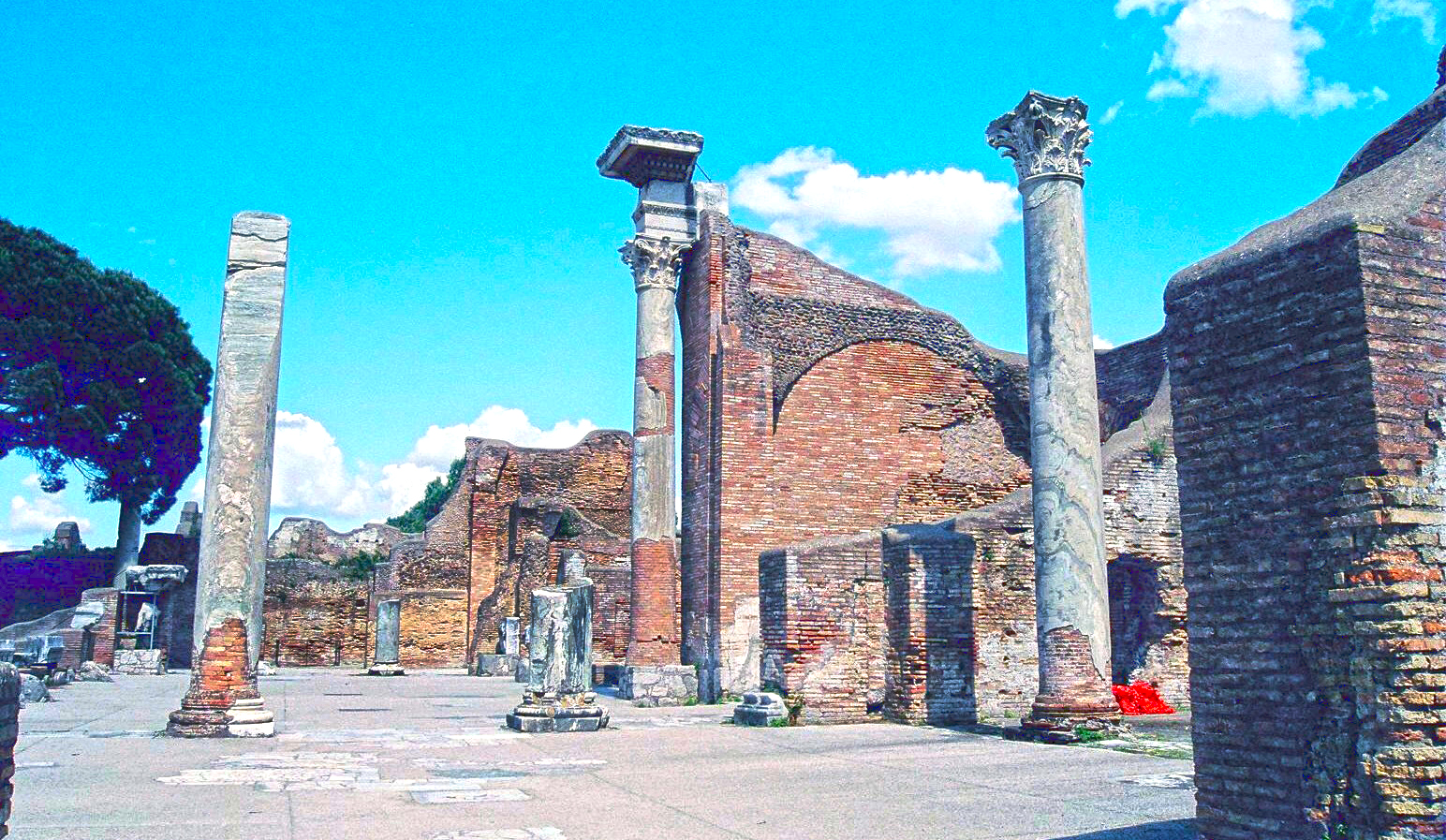
Головні терми